# Ben Wijnstekers

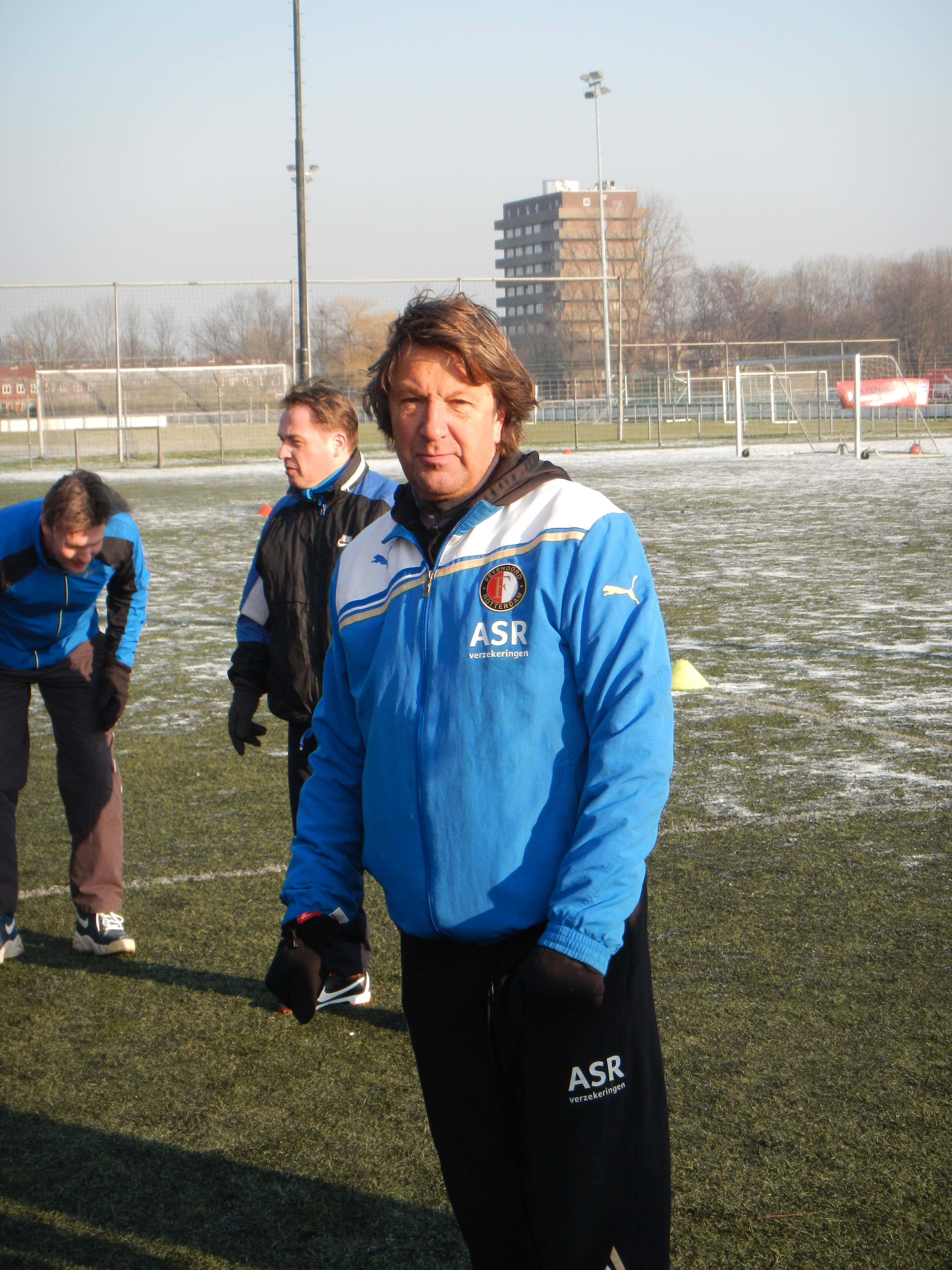
Ben Wijnstekers tijdens een voetbalclinic in 2012

Hubertus ("Ben") Johannes Nicolaas Wijnstekers (Rotterdam, 31 augustus 1955) is een Nederlandse ex-voetballer die merendeels voor voetbalclub Feyenoord uitkwam.

## Clubcarrière
In de 34ste en laatste competitieronde van het seizoen 1975/1976 op 7 juni 1976 debuteerde Ben Wijnstekers samen met André Stafleu voor Feyenoord, in de wedstrijd Feyenoord-De Graafschap 8-0. 
Tussen 7 juni 1976 (Feyenoord-De Graafschap 8-0) en 4 september 1988 (FC Utrecht-Feyenoord 3-1) speelde Wijnstekers 419 competitieduels voor Feyenoord en maakte hij 17 doelpunten. Hij neemt de vijfde plaats in op de ranglijst van Feyenoorders met het grootste aantal competitiewedstrijden achter hun naam. Als speler won Wijnstekers één keer het landskampioenschap (1984) en twee keer de KNVB-Beker (1980 en 1984). Na zijn afscheid van Feyenoord op 33-jarige leeftijd na daar ruim 13 jaar contractspeler te zijn geweest sinds juli 1975, speelde Wijnstekers nog voor Racing Mechelen en Germinal Ekeren. Tegenwoordig is hij trainer bij Feyenoord Soccer Schools en geeft daar voetbalclinics.
In het kader van 60 jaar Eredivisie in 2016, verrichtten clubiconen in speelronde 5 de aftrap van de eredivisiewedstrijden. Bij de thuiswedstrijd van Feyenoord tegen ADO werd Wijnstekers namens de Rotterdammers naar voren geschoven.
| Soort Wedstrijd | Aantal | Goals |
| --------------- | ------ | ----- |
| Competitie      | 352    | 14    |
| KNVB-Beker      | 32     | 1     |
| Europacup       | 35     | 2     |
| Totaal          | 419    | 17    |

## Interlandcarrière
Wijnstekers kwam, als rechtsback, 36 maal uit voor het Nederlands elftal, een groot deel daarvan als aanvoerder, en scoorde daarbij één keer. Hij maakte zijn debuut voor Oranje onder leiding van bondscoach Jan Zwartkruis op 26 september 1979 in de vriendschappelijke wedstrijd tegen België, die Nederland met 1-0 won dankzij een doelpunt van Jan Poortvliet. Ook Michel Valke van PSV maakte in die wedstrijd zijn debuut voor het Nederlands elftal. Wijnstekers' carrière als international speelde zich af in een tijd die bepaald niet de meest succesvolle periode van Oranje was, waardoor Wijnstekers alleen bij het EK van 1980 op een groot toernooi actief was. Voor de kwalificaties van het WK 1982, EK 1984 en WK 1986 kwam het Nederlands elftal steeds net 1 punt of 1 doelpunt te kort voor kwalificatie.

## Erelijst
Feyenoord
- Landskampioen

1984
- KNVB beker

1980, 1984